# Hans Aanrud

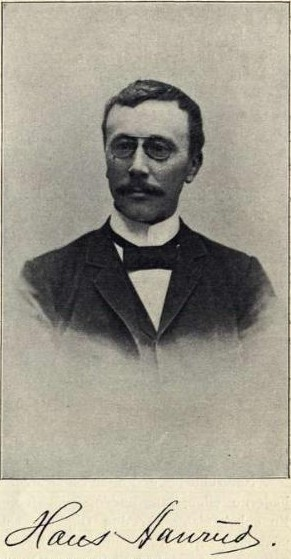
Hans Aanrud

Hans Aanrud, (Vestre, Gausdal, Noruega, 3 de Setembro de 1863 — 11 de Janeiro de 1953) foi um narrador, poeta e dramaturgo norueguês.
Nasceu no seio de uma família rural e com algumas dificuldades de acesso aos centros de estudo. No entanto desde cedo deu mostras de grande interesse pela vida das pessoas que o rodeavam e do seu modo de viver nas duras condições dos campos nórdicos. Deixou isso demonstrado nas suas extensas novelas em narrações breves. 
Do seu conjunto de produções narrativas destaca-se aquela que é considerada a sua obras mais importante: “Em Vinternat”, “Uma noite de Inverno” e também uma peça que teve grande aceitação pelos leitores da época “Seminaristen” (“Seminarista” obra escrita em 1901). 
Estas narrações caracterizam-se por descreverem a vida campesina da Noruega Oriental de uma forma cheia de realismos. 

## Obras
- Storken, 1895

- En Vinternat og andre Fortællinger, 1896

- Hanen, 1898

- Sidsel Sidsærk, 1903

- Sølve Solfeng, 1910

- Fortællinger for Barn, 1917

- Sølve Suntrap, 1926

- Collected works, 6 volumes, 1914-1915; 3 volumes, 1943